# Беатер, Бруно
Бру́но Беа́тер (нем. Bruno Beater; 5 февраля 1914, Берлин — 9 апреля 1982, Восточный Берлин) — генерал-полковник ГДР, заместитель министра государственной безопасности ГДР.

## Биография
Бруно Беатер родился в семье рабочего. По окончании народной школы в 1928—1932 годах обучался на плотника и с 1933 года работал на развозе хлеба. В 1929 году вступил в Коммунистический союз молодёжи Германии. В 1934 году был призван Имперской службой труда, в 1935—1939 годах работал плотником в Rheinmetall. В 1936—1938 годах отслужил в армии. С 1939 года был призван на фронт, в июле 1944 года в звании обер-фельдфебеля сдался Красной армии. Работал фронтовым пропагандистом «Свободной Германии», в частности среди окружённых под Бреслау. По окончании войны с мая по октябрь 1945 года работал в лагере военнопленных в Бреслау инструктором и руководителем антифашистского актива.
В 1945 году Бруно Беатер вступил в Коммунистическую партию Германии, после слияния КПГ и СДПГ стал членом СЕПГ. Ещё в 1945 году был принят на работу в полицию в советской зоне оккупации Германии и руководил отделением криминальной полиции в Хеннигсдорфе. Получил повышение в Науэн и в 1949 году перешёл на работу в Главное управление по защите народного хозяйства по Бранденбургу. В апреле 1950 года Беатер возглавил 5-й отдел (по борьбе с подпольной деятельностью против народного хозяйства) в управлении Большого Берлина недавно созданного Министерства государственной безопасности ГДР, затем уже в августе того же года перешёл на должность начальника 5-го отдела в центральной структуре МГБ в Берлине. В 1955 году Беатер был назначен на должность заместителя министра государственной безопасности ГДР, в октябре 1959 года получил звание генерал-майора. В 1962—1963 годах Беатер обучался в Высшей партийной школе СЕПГ. На VI съезде СЕПГ в январе 1963 года был принят кандидатом в члены ЦК СЕПГ. В 1964 году Беатер был назначен первым заместителем министра государственной безопасности, в феврале 1965 года получил звание генерал-лейтенанта.
2 октября 1973 года на X пленуме ЦК СЕПГ Бруно Беатер вместе с Эгоном Кренцем вошёл в состав ЦК СЕПГ. В феврале 1980 года получил звание генерал-полковника. Похоронен в Мемориале социалистов на Центральном кладбище Фридрихсфельде в Берлине.